# Giro del Belvedere
El Giro del Belvedere (oficialmente: Giro Belvedere di Villa di Cordignano) es una carrera ciclista de un día italiana disputada en Cordignano y sus alrededores, en la Provincia de Treviso en Venecia. 
Comenzó como amateur comenzando a ser profesional desde la creación de los Circuitos Continentales UCI en 2005 formando parte del UCI Europe Tour, dentro de la categoría 1.2 (última categoría del profesionalismo) recalificándose 1.2U (última categoría del profesionalismo limitada a corredores sub-23) desde 2008.

## Palmarés
En amarillo: edición amateur.
| Año       | Ganador                | Segundo           | Tercero            |
| --------- | ---------------------- | ----------------- | ------------------ |
| 1923      | Alfonso Piccin         |                   |                    |
| 1924-1951 | No se disputó          | No se disputó     | No se disputó      |
| 1952      | Vito Favero            | Bandera de ?      | Bandera de ?       |
| 1953-1958 | No se disputó          | No se disputó     | No se disputó      |
| 1959      | Claudio Zanchetta      | Bandera de ?      | Bandera de ?       |
| 1960      | Antonio Dal Cin        | Bandera de ?      | Bandera de ?       |
| 1961      | Claudio Zanchetta      | Bandera de ?      | Bandera de ?       |
| 1962      | Giorgio Gobessi        | Bandera de ?      | Bandera de ?       |
| 1963      | Mario Zanin            | Bandera de ?      | Bandera de ?       |
| 1964      | Gianfranco Gallon      | Bandera de ?      | Bandera de ?       |
| 1965      | Ezio Piccoli           | Bandera de ?      | Bandera de ?       |
| 1966      | Silvano Riccato        | Bandera de ?      | Bandera de ?       |
| 1967      | Dino Pulze             | Bandera de ?      | Bandera de ?       |
| 1968      | Lucillo Lievore        | Bandera de ?      | Bandera de ?       |
| 1969      | Mosè Segato            | Bandera de ?      | Bandera de ?       |
| 1970      | Flavio Martini         | Bandera de ?      | Bandera de ?       |
| 1971      | Alessio Peccolo        | Bandera de ?      | Bandera de ?       |
| 1972      | Natalino Bonan         | Bandera de ?      | Bandera de ?       |
| 1973      | Mosè Segato            | Bandera de ?      | Bandera de ?       |
| 1974      | Flavio Martini         | Bandera de ?      | Bandera de ?       |
| 1975      | Adriano Brunello       | Bandera de ?      | Bandera de ?       |
| 1976      | Tullio Bertacco        | Bandera de ?      | Bandera de ?       |
| 1977      | Gastone Martini        | Bandera de ?      | Bandera de ?       |
| 1978      | Gianni Biason          | Bandera de ?      | Bandera de ?       |
| 1979      | Giovanni Renosto       | Bandera de ?      | Bandera de ?       |
| 1980      | Gianni Giacomini       | Bandera de ?      | Bandera de ?       |
| 1981      | Claudio Argentin       | Bandera de ?      | Bandera de ?       |
| 1982      | Massimo Favarretto     | Bandera de ?      | Bandera de ?       |
| 1983      | Silvio Martinello      | Bandera de ?      | Bandera de ?       |
| 1984      | Renato Piccolo         | Bandera de ?      | Bandera de ?       |
| 1985      | Ludek Styks            | Bandera de ?      | Bandera de ?       |
| 1986      | Maurizio Fondriest     | Jure Pavlič       | Bandera de ?       |
| 1987      | Federico Savoia        | Bandera de ?      | Bandera de ?       |
| 1988      | Flavio Milan           | Bandera de ?      | Bandera de ?       |
| 1989      | Lars Wahlqvist         | Bandera de ?      | Bandera de ?       |
| 1990      | Ivan Gotti             | Bandera de ?      | Bandera de ?       |
| 1991      | Carlo Benigni          | Bandera de ?      | Bandera de ?       |
| 1992      | Marco Artunghi         | Bandera de ?      | Bandera de ?       |
| 1993      | Alessandro Bertolini   | Bandera de ?      | Bandera de ?       |
| 1994      | Alessandro Baronti     | Bandera de ?      | Bandera de ?       |
| 1995      | Biagio Conte           | Bandera de ?      | Bandera de ?       |
| 1996      | Gorazd Stangelj        | Bandera de ?      | Bandera de ?       |
| 1997      | Emanuele Lupi          | Bandera de ?      | Bandera de ?       |
| 1998      | Pietro Caucchioli      | Bandera de ?      | Bandera de ?       |
| 1999      | Aleksander Parfimovic  | Bandera de ?      | Bandera de ?       |
| 2000      | Giampaolo Caruso       | Bandera de ?      | Bandera de ?       |
| 2001      | Yaroslav Popovych      | Bandera de ?      | Bandera de ?       |
| 2002      | Devid Garbelli         | Bandera de ?      | Bandera de ?       |
| 2003      | Alexandre Bazhenov     | Bandera de ?      | Bandera de ?       |
| 2004      | Claudio Corioni        | Bandera de ?      | Bandera de ?       |
| 2005      | Gianluca Coletta       | Bandera de ?      | Bandera de ?       |
| 2006      | Fabrizio Galeazzi      | Bandera de ?      | Bandera de ?       |
| 2007      | Simone Stortoni        | Hrvoje Miholjević | Matija Kvasina     |
| 2008      | Davide Malacarne       | Matteo Collodel   | Pierpaolo De Negri |
| 2009      | Sacha Modolo           | Nicola Boem       | Matteo Collodel    |
| 2010      | Siarhei Papok          | Angelo Pagani     | Luca Benedetti     |
| 2011      | Nicola Boem            | Salvatore Puccio  | Enrico Battaglin   |
| 2012      | Daniele Dall'Oste      | Enrico Barbin     | Stanislau Bazhkou  |
| 2013      | Stefan Küng            | Silvio Herklotz   | Mitchell Mulhern   |
| 2014      | Simone Andreetta       | Silvio Herklotz   | Luca Chirico       |
| 2015      | Andrea Vendrame        | Gregor Mühlberger | Geoffrey Curran    |
| 2016      | Patrick Müller         | Nicola Bagioli    | Josip Rumac        |
| 2017      | Alexandr Riabushenko   | Lucas Hamilton    | Matteo Fabbro      |
| 2018      | Robert Stannard        | Christian Scaroni | Matteo Sobrero     |
| 2019      | Samuele Battistella    | Giovanni Aleotti  | Matteo Sobrero     |
| 2020      | No se disputó          | No se disputó     | No se disputó      |
| 2021      | Juan Ayuso             | Viktor Potočki    | Alexandre Balmer   |
| 2022      | Romain Grégoire        | Federico Guzzo    | Per Strand Hagenes |
| 2023      | Johannes Staune-Mittet | Davide De Pretto  | Loe van Belle      |
| 2024      | Gal Glivar             | Davide Donati     | Ludovico Crescioli |
| 2025      | Lorenzo Finn           | Jakob Omrzel      | Marco Schrettl     |

## Palmarés por países
| País            | Victorias |
| --------------- | --------- |
| Italia          | 53        |
| Rusia           | 2         |
| Suiza           | 2         |
| Bielorrusia     | 2         |
| Eslovenia       | 2         |
| República Checa | 1         |
| Suecia          | 1         |
| Ucrania         | 1         |
| Australia       | 1         |
| España          | 1         |
| Francia         | 1         |
| Noruega         | 1         |